# چاه دراز (بندر لنگه)
چاه دراز، روستایی در دهستان دژگان بخش مهران شهرستان بندر لنگه در استان هرمزگان ایران است.

## جمعیت
بر پایه سرشماری عمومی نفوس و مسکن در سال ۱۳۹۵، جمعیت این روستا برابر با ۲۲۷ نفر (۶۴ خانوار) بوده است.